# Trofeo Eccellenza 2014-2015
Il  Trofeo Eccellenza 2014-15 fu la 5ª edizione del torneo sostitutivo della Coppa Italia di rugby a 15 e la 27ª edizione assoluta.
Organizzato dalla Federazione Italiana Rugby, si svolse dal 18 ottobre 2014 al 22 febbraio 2015.
A seguito dell'annullamento temporaneo della terza coppa europea a cui avrebbero dovuto partecipare Mogliano e Viadana, e la sconfitta nel turno preliminare di European Challenge Cup di Calvisano, la formula del torneo venne rivista ed ampliata anche a queste squadre che altrimenti sarebbero rimaste ferme nei turni di coppa.
Alla competizione presero parte i nove club dell'Eccellenza ad esclusione di Rovigo impegnato in Challenge Cup, divise in tre gironi all'italiana da tre squadre ciascuno su base territoriale. Le prime classificate di ogni girone più la miglior seconda, affrontatesi in partite di sola andata durante la prima fase, disputarono le semifinali play-off in gara unica al fine di decretare le due finaliste. La vittoria nella finale, disputata in campo neutro allo stadio Sergio Lanfranchi di Parma, fu appannaggio di Calvisano al terzo successo nella competizione.

## Squadre partecipanti
| Girone A            | Girone B          | Girone C          |
| ------------------- | ----------------- | ----------------- |
| Calvisano           | Mogliano          | Fiamme Oro (Roma) |
| I Cavalieri (Prato) | Petrarca (Padova) | L’Aquila          |
| Viadana             | San Donà          | S.S. Lazio (Roma) |

## Fase a gironi

### Girone A
| Data            | Incontro              | Risultato |
| --------------- | --------------------- | --------- |
| 18 ottobre 2014 | I Cavalieri — Viadana | 17-38     |
| 25 ottobre 2014 | Viadana — Calvisano   | 13-28     |
| 7 dicembre 2014 | Viadana — Lyons       | 54-3      |

#### Classifica
|  |    | Squadra     | G | V | N | P | PF | PS | P±  | B | Pt |
|  | -- | ----------- | - | - | - | - | -- | -- | --- | - | -- |
|  | 1. | Calvisano   | 2 | 2 | 0 | 0 | 82 | 16 | 66  | 1 | 9  |
|  | 2. | Viadana     | 2 | 1 | 0 | 1 | 51 | 45 | 6   | 1 | 5  |
|  | 3. | I Cavalieri | 2 | 0 | 0 | 2 | 20 | 92 | −72 | 0 | 0  |

### Girone B
| Data            | Incontro            | Risultato |
| --------------- | ------------------- | --------- |
| 19 ottobre 2014 | San Donà — Petrarca | 24-41     |
| 26 ottobre 2014 | Petrarca — Mogliano | 24-25     |
| 7 dicembre 2014 | Mogliano — San Donà | 31-3      |

#### Classifica
|  |    | Squadra  | G | V | N | P | PF | PS | P±  | B | Pt |
|  | -- | -------- | - | - | - | - | -- | -- | --- | - | -- |
|  | 1. | Mogliano | 2 | 2 | 0 | 0 | 56 | 27 | 29  | 1 | 9  |
|  | 2. | Petrarca | 2 | 1 | 0 | 1 | 65 | 49 | 16  | 2 | 6  |
|  | 3. | San Donà | 2 | 0 | 0 | 2 | 27 | 72 | −45 | 0 | 0  |

### Girone C
| Data            | Incontro              | Risultato |
| --------------- | --------------------- | --------- |
| 18 ottobre 2014 | Lazio — Fiamme Oro    | 10-22     |
| 25 ottobre 2014 | Fiamme Oro — L'Aquila | 53-14     |
| 7 dicembre 2014 | L'Aquila — Lazio      | 28-26     |

#### Classifica
|  |    | Squadra    | G | V | N | P | PF | PS | P±  | B | Pt |
|  | -- | ---------- | - | - | - | - | -- | -- | --- | - | -- |
|  | 1. | Fiamme Oro | 2 | 2 | 0 | 0 | 75 | 24 | 51  | 1 | 9  |
|  | 2. | L’Aquila   | 2 | 1 | 0 | 1 | 42 | 79 | −37 | 0 | 4  |
|  | 3. | S.S. Lazio | 2 | 0 | 0 | 2 | 36 | 50 | −14 | 2 | 2  |

## Play-off
|  | Semifinali | Semifinali | Semifinali |          |           | Finale    | Finale | Finale |  |
|  |            |            |            |          |           |           |        |        |  |
|  | 1A         | Calvisano  | 25         |          |           |           |        |        |  |
|  | 1A         | Calvisano  | 25         |          |           |           |        |        |  |
|  | 2B         | Petrarca   | 0          |          |           |           |        |        |  |
|  | 2B         | Petrarca   | 0          |          | Calvisano | Calvisano | 28     |        |  |
|  |            |            |            |          | Calvisano | Calvisano | 28     |        |  |
|  |            |            | Mogliano   | Mogliano | 11        |           |        |        |  |
|  | 1C         | Fiamme Oro | Mogliano   | Mogliano | 11        | 26        |        |        |  |
|  | 1C         | Fiamme Oro |            |          |           |           |        |        |  |
|  | 1B         | Mogliano   | 27         |          |           |           |        |        |  |

### Semifinali
| Arbitro: | Matteo Liperini (Livorno) |

|                                       |      |  |
| G. Di Giulio 39’ Steyn 42’ Chiesa 79’ | mt   |  |
| Seymour 39’, 79’                      | tr   |  |
| Seymour 20’, 60’                      | c.p. |  |

| Arbitro: | Claudio Passacantando (L'Aquila) |

|                                           |      |                                         |
| Ceglie 9’, 35’ Di Massimo 40’ Vedrani 59’ | mt   | 22’ Semenzato 29’ Sperandio 36’ Lucchin |
| Thomsen 35’, 40’, 59’                     | tr   | 22’, 29’, 36’ Endrizzi                  |
|                                           | c.p. | 18’ Endrizzi 62’ Barraud                |

### Finale
| Arbitro: | Elia Rizzo (Ferrara) |

| |              | |
| Cavalieri 20’ Rokobaro 25’ G. Di Giulio 37’ | mt           | 72’ M. Filippucci |
| Seymour 25’, 37’ | tr           | |
| Seymour 2’, 10’, 65’ | c.p.         | 7’, 34’ Barraud |
| · Rokobaro · G. Di Giulio · 53’ Canavosio · Castello (c) · 66’ Bergamo · Seymour · M. Violi · 61’ Morelli · Ferraro · 66’ Costanzo · 50-60’ 66’ Cavalieri · Beccaris · 62’ Belardo · 71’ Mbanda · Steyn | Formazioni   | · v. Zyl · R. Pavan 69’ · G. Benvenuti · Boni · Guarducci · Barraud · Semenzato · A. Ceccato (c) 42’ · Gega 63’ · Fernández Rouyet 69’ · Maso · Bocchi 61’ · M. Filippucci · Saccardo 50-60’ · Halvorsen 61’ |
| · 61’ Gavazzi · 66’ E. Violi · 66’ Andreotti · 62’ Kalou · 66’ de Jager · 53’ Chiesa | Sostituzioni | · Appiah 42’ · Gatto 63’ · Kruger 69’ · v. Vuuren 61’ · Cicchinelli 61’ · Morsellino 69’ |
| Gianluca Guidi | Allenatori   | Franco Properzi |